# 龍興 (南詔)
龍興（りゅうこう）は、南詔の勧龍晟の時代に使用された元号。810年 - 816年。異説もある。

## 西暦との対照表
| 龍興 | 元年    | 2年     | 3年     | 4年     | 5年     | 6年      | 7年      |
| 西暦 | 810年   | 811年   | 812年   | 813年   | 814年   | 815年    | 816年    |
| 干支 | 庚寅    | 辛卯    | 壬辰    | 癸巳    | 甲午    | 乙未     | 丙申     |
| 唐   | 元和5年 | 元和6年 | 元和7年 | 元和8年 | 元和9年 | 元和10年 | 元和11年 |